# Struga Warszawska
Struga Warszawska – przystanek kolejowy w Markach, do 1923 stacja kolejowa, na nieistniejącej już linii Mareckiej Kolei Dojazdowej i Struga Warszawska – Izabelin.